# Bandeira Pessoal da Rainha Isabel II do Reino Unido na Austrália
A Bandeira Pessoal da Rainha Isabel II do Reino Unido na Austrália, por vezes conhecida como o Estandarte Real da Austrália é o pavilhão pessoal da rainha Isabel II (ou Elizabeth II), em seu papel como Rainha da Austrália. A bandeira foi aprovada para utilização em 1962. É utilizado somente quando ela está na Austrália ou participando de um evento no exterior em seu papel como chefe do estado australiano. O representante da Rainha, o Governador-Geral da Austrália, tem uma bandeira própria.
Seu desenho é constituído por um retângulo dividido em seis seções de forma semelhante ao Brasão de armas da Austrália, sobreposto por uma estrela dourada de sete pontas sobre a qual há um disco azul central contendo a letra "E" encimada por uma coroa imperial e rodeado por uma grinalda de onze rosas na cor ouro. A bandeira pode ser usada em duas proporções comprimento-largura; 1:2 e 22:31. A proporção 1:2 assegura à bandeira a manutenção da integridade visual quando comparada com outras bandeiras navais, que, em geral, são de 1:2. A versão de 22:31 dá razão simples às dimensões ds elementos do pavilhão, com uma moldura de 2 unidades de espessura com o padrão Arminho, e campos centrais de dimensões 9 × 9 (1:1).
As seis seções da bandeira são baseadas nos brasões de armas de cada um dos estados australianos. O primeiro sexto é constituída por um fundo branco onde está uma Cruz de São Jorge vermelha com um leão dourado voltado para a esquerda no centro e uma estrela dourada de oito pontas em cada braço. O segundo sexto contém cinco estrelas brancas com diferentes número de pontas (1 com 5 pontas, 1 com 6, 2 com sete e 1 com 8) em um campo azul, sendo que todas as estrela possuem uma ponta voltada para a parte superior. O terceiro sexto é constituída por um campo branco no qual há uma Cruz de Malta azul com uma Coroa Imperial Britânica em seu centro. O quarto sexto inclui um pássaro Gymnorhina tibicen conhecido como Piping Shrike empoleirado em um galho e com asas abertas está sobre um campo ouro. O quinto sexto consiste eme um cisne-negro voltado para a direita sobre um campo ouro. O último sexto contém um leão vermelho voltado para a esquerda em um campo branco.

## Simbolismo

Bandeira Pessoal da Rainha Elizabeth II.

Bandeira na proporção 22:31.

- Cada uma das sextas partes da bandeira representa um dos estados da Austrália;
- A estrela de sete pontas representa a federação australiana, com os seis estados e o Território do Norte;
- O disco azul que está sobreposto à estrela é retirado da Bandeira Pessoal da Rainha Elizabeth II como utilizadas para suas funções dentro da Commonwealth, representando, portanto, a soberana do Reino Unido e Austrália;
- O primeiro sexto representa Nova Gales do Sul ;
- O segundo sexto parte representa Victoria;
- O terceiro sexto parte representa Queensland;
- O quarto sexto representa a Austrália Meridional;
- O quinto sexto representa Austrália Ocidental;
- A sexta parte representa Tasmânia.